# Lucala
Lucala – miasto w Angoli, w prowincji Kwanza Północna.